# FIFAコンフェデレーションズカップ2003
FIFAコンフェデレーションズカップ2003（英: FIFA Confederations Cup 2003）は、2003年6月18日から6月29日にかけて、フランスで開催された第6回目のFIFAコンフェデレーションズカップである。

## 概要
当初、参加国として前年のFIFAワールドカップ・日韓大会準優勝国であるドイツが予定されていたが、出場を辞退。代わって同大会3位のトルコが出場した。
また、6月26日の準決勝・カメルーン対コロンビア戦では、カメルーンのマルク＝ヴィヴィアン・フォエが試合中に倒れて亡くなる悲劇も起こった。これが一つのきっかけとなり、次回のドイツ大会から4年に1回のペースで、FIFAワールドカップの前年に本大会と同じ国で行うリハーサル大会として開催され、グループリーグの日程にも一定の余裕を持たせるようになった（ただし、一時期コンフェデレーションズカップを廃止する動きがあったともいわれている）。
さらに、2006年のFIFAワールドカップ・ドイツ大会のオセアニア枠は1を与えられる予定となっていたが、この大会でのニュージーランドの惨敗は、後にオセアニア枠が0.5に減枠される原因となった（詳細はオセアニアサッカー連盟#オセアニアの国際大会事情を参照のこと）。
日本の民放史上初となるTBSとフジテレビによる共同中継が行われ、大きな話題となった。これは、FIFAワールドカップ、夏季オリンピック以外の国際大会（FIFAワールドユース選手権・FIFA U-17世界選手権を含む）に関して、日本の民放ではTBSとCXがFIFAと準独占的に放映権を取得したものによるものであった。

## 出場国
| チーム           | 大陸連盟 | 参加資格                                   | 回数           |
| ---------------- | -------- | ------------------------------------------ | -------------- |
| フランス         | UEFA     | 開催国、前回大会 優勝、UEFA EURO 2000 優勝 | 2大会連続2回目 |
| 日本             | AFC      | AFCアジアカップ2000 優勝                   | 2大会連続3回目 |
| カメルーン       | CAF      | アフリカネイションズカップ2002 優勝        | 2大会連続2回目 |
| アメリカ合衆国   | CONCACAF | 2002 CONCACAFゴールドカップ 優勝           | 2大会ぶり3回目 |
| コロンビア       | CONMEBOL | コパ・アメリカ2001 優勝                    | 初出場         |
| ニュージーランド | OFC      | OFCネイションズカップ2002 優勝             | 2大会ぶり2回目 |
| トルコ           | UEFA     | 2002 FIFAワールドカップ 3位                | 初出場         |
| ブラジル         | CONMEBOL | 2002 FIFAワールドカップ 優勝               | 4大会連続4回目 |

1. ↑  準優勝国のドイツが出場を辞退したため、代わりにトルコが出場する事になった。

## 会場一覧
| 都市               | スタジアム名                     | 収容人数 |
| ------------------ | -------------------------------- | -------- |
| サン＝ドニ         | スタッド・ド・フランス           | 80,000人 |
| リヨン             | スタッド・ジェルラン             | 41,200人 |
| サン＝テティエンヌ | スタッド・ジョフロワ＝ギシャール | 36,000人 |

## 結果

### グループリーグ

#### グループ A
| 順 | チーム           | 試 | 勝 | 分 | 敗 | 得 | 失 | 差  | 点 |
| -- | ---------------- | -- | -- | -- | -- | -- | -- | --- | -- |
| 1  | フランス         | 3  | 3  | 0  | 0  | 8  | 1  | +7  | 9  |
| 2  | コロンビア       | 3  | 2  | 0  | 1  | 4  | 2  | +2  | 6  |
| 3  | 日本             | 3  | 1  | 0  | 2  | 4  | 3  | +1  | 3  |
| 4  | ニュージーランド | 3  | 0  | 0  | 3  | 1  | 11 | −10 | 0  |

| 2003年6月18日 18:00 |

| ニュージーランド | 0 - 3    | 日本                                |
|                  | レポート | 中村俊輔 12分, 75分 · 中田英寿 65分 |

| スタッド・ド・フランス（サン＝ドニ） 観客数: 36,038人 主審: コフィ・コジア |

| 2003年6月18日 21:00 |

| フランス         | 1 - 0    | コロンビア |
| アンリ 39分 (PK) | レポート |            |

| スタッド・ジェルラン（リヨン） 観客数: 38,541人 主審: ルシリオ・バティスタ |

| 2003年6月20日 18:00 |

| コロンビア                                      | 3 - 1    | ニュージーランド |
| ロペス 58分 · ジェペス 75分 · エルナンデス 85分 | レポート | グレゴリオ 27分  |

| スタッド・ジェルラン（リヨン） 観客数: 22,811人 主審: カルロス・バトレス |

| 2003年6月20日 21:00 |

| フランス                     | 2 - 1    | 日本          |
| ピレス 43分 (PK) · ゴブ 65分 | レポート | 中村俊輔 59分 |

| スタッド・ジョフロワ・ギシャール（サン＝テティエンヌ） 観客数: 33,070人 主審: マーク・シールド |

| 2003年6月22日 21:00 |

| フランス                                                            | 5 - 0    | ニュージーランド |
| カポ 17分 · アンリ 20分 · シセ 71分 · ジュリ 90+1分 · ピレス 90+3分 | レポート |                  |

| スタッド・ド・フランス（サン＝ドニ） 観客数: 36,842人 主審: マスード・モラディ |

| 2003年6月22日 21:00 |

| 日本 | 0 - 1    | コロンビア        |
|      | レポート | エルナンデス 68分 |

| スタッド・ジョフロワ・ギシャール（サン＝テティエンヌ） 観客数: 24,541人 主審: ホルヘ・ラリオンダ |

#### グループ B
| 順 | チーム         | 試 | 勝 | 分 | 敗 | 得 | 失 | 差 | 点 |
| -- | -------------- | -- | -- | -- | -- | -- | -- | -- | -- |
| 1  | カメルーン     | 3  | 2  | 1  | 0  | 2  | 0  | +2 | 7  |
| 2  | トルコ         | 3  | 1  | 1  | 1  | 4  | 4  | 0  | 4  |
| 3  | ブラジル       | 3  | 1  | 1  | 1  | 3  | 3  | 0  | 4  |
| 4  | アメリカ合衆国 | 3  | 0  | 1  | 2  | 1  | 3  | −2 | 1  |

| 2003年6月19日 19:00 |

| トルコ                                 | 2 - 1    | アメリカ合衆国  |
| オカン.Y 40分 (PK) · トゥンジャイ 73分 | レポート | ビーズリー 37分 |

| スタッド・ジョフロワ・ギシャール（サン＝テティエンヌ） 観客数: 16,944人 主審: ホルヘ・ラリオンダ |

| 2003年6月19日 21:00 |

| ブラジル | 0 - 1    | カメルーン  |
|          | レポート | エトオ 83分 |

| スタッド・ド・フランス（サン＝ドニ） 観客数: 46,719人 主審: ワレンチン・イワノフ |

| 2003年6月21日 19:00 |

| カメルーン           | 1 - 0    | トルコ |
| ジェレミ 90+1分 (PK) | レポート |        |

| スタッド・ド・フランス（サン＝ドニ） 観客数: 43,743人 主審: カルロス・アマリージャ |

| 2003年6月21日 21:00 |

| ブラジル          | 1 - 0    | アメリカ合衆国 |
| アドリアーノ 22分 | レポート |                |

| スタッド・ジェルラン（リヨン） 観客数: 20,306人 主審: ルシリオ・バティスタ |

| 2003年6月23日 21:00 |

| ブラジル                              | 2 - 2    | トルコ                            |
| アドリアーノ 23分 · アレックス 90+3分 | レポート | ギョクデニズ 53分 · オカン.Y 81分 |

| スタッド・ジョフロワ・ギシャール（サン＝テティエンヌ） 観客数: 29,170人 主審: マルクス・メルク |

| 2003年6月23日 21:00 |

| アメリカ合衆国 | 0 - 0    | カメルーン |
|                | レポート |            |

| スタッド・ジェルラン（リヨン） 観客数: 19,206人 主審: マーク・シールド |

### 決勝トーナメント
|  | 準決勝                       | 準決勝        |                      |   | 決勝 | 決勝 |
|  |                              |               |                      |   |      |      |
|  | 6月26日 - リヨン             |               |                      |   |      |      |
|  |                              |               |                      |   |      |      |
|  | カメルーン                   | 1             |                      |   |      |      |
|  | カメルーン                   | 1             | 6月29日 - サン＝ドニ |   |      |      |
|  | コロンビア                   | 0             |                      |   |      |      |
|  | コロンビア                   | 0             | カメルーン           | 0 |      |      |
|  | 6月26日 - サン＝ドニ         |               | カメルーン           | 0 |      |      |
|  |                              | フランス (GG) | 1                    |   |      |      |
|  | フランス                     | フランス (GG) | 1                    | 3 |      |      |
|  | フランス                     |               |                      | 3 |      |      |
|  | トルコ                       | 2             |                      |   |      |      |
|  | トルコ                       | 2             | 3位決定戦            |   |      |      |
|  |                              |               |                      |   |      |      |
|  | 6月28日 - サン＝テティエンヌ |               |                      |   |      |      |
|  |                              |               |                      |   |      |      |
|  | コロンビア                   | 1             |                      |   |      |      |
|  | コロンビア                   | 1             |                      |   |      |      |
|  | トルコ                       | 2             |                      |   |      |      |

#### 準決勝
| 2003年6月26日 18:00 |

| カメルーン       | 1 - 0    | コロンビア |
| ヌディエフィ 9分 | レポート |            |

| スタッド・ジェルラン（リヨン） 観客数: 12,352人 主審: マルクス・メルク |

| 2003年6月26日 21:00 |

| フランス                                      | 3 - 2    | トルコ                                |
| アンリ 11分 · ピレス 26分 · ヴィルトール 43分 | レポート | ギョクデニズ 42分 · トゥンジャイ 48分 |

| スタッド・ド・フランス（サン＝ドニ） 観客数: 41,195人 主審: ホルヘ・ラリオンダ |

#### 3位決定戦
| 2003年6月28日 18:00 |

| コロンビア        | 1 - 2    | トルコ                           |
| エルナンデス 63分 | レポート | トゥンジャイ 2分 · オカン.Y 86分 |

| スタッド・ジョフロワ・ギシャール（サン＝テティエンヌ） 観客数: 18,237人 主審: マーク・シールド |

#### 決勝
| 2003年6月29日 21:00 |

| カメルーン | 0 - 1 (延長) | フランス    |
|            | レポート     | アンリ 98分 |

| スタッド・ド・フランス（サン＝ドニ） 観客数: 51,985人 主審: ワレンチン・イワノフ |

## 優勝国
| FIFAコンフェデレーションズカップ2003優勝国 |
| ------------------------------------------ |
| · フランス · 2大会連続2回目                |

## 表彰
| 賞                           | 受賞選手・チーム             | 備考   |
| ---------------------------- | ---------------------------- | ------ |
| ゴールデンボール（大会MVP）  | ティエリ・アンリ             | 優勝   |
| シルバーボール               | トゥンジャイ・シャンル       | 3位    |
| ブロンズボール               | マルク＝ヴィヴィアン・フォエ | 準優勝 |
| ゴールデンシューズ（得点王） | ティエリ・アンリ             | 4得点  |
| シルバーシューズ             | トゥンジャイ・シャンル       | 3得点  |
| ブロンズシューズ             | 中村俊輔                     | 3得点  |
| フェアプレー賞               | 日本                         | 2回目  |